# Dentro de um Bosque
Dentro do Bosque ou No Matagal (Yabu no Naka 藪の中) é um conto do escritor japonês Ryūnosuke Akutagawa publicado em 1922 em uma edição da revista japonesa mensal Shinchō. Akira Kurosawa usou esse conto como a base para o seu filme "Rashomon" que ganhou vários premios.
"Dentro de um Bosque" é um conto constituído de sete diferentes versões do assassinato de um samurai, "Kanazawa no Takehiro", cujo cadáver foi encontrado em um bosque perto de Quioto.
Cada versão contada, ajuda e atrapalha no entendimento que o leitor tem sobre o assassinato, e por fim acaba criando uma complexa e contraditória visão de eventos que põe em questão a capacidade da humanidade ou disponibilidade para perceber e transmitir verdade objetiva.
A história é muitas vezes elogiada como sendo um dos maiores na literatura japonesa.

## Tradução do conto
O conto tem três versões para o português brasileiro. A primeira foi realizada em por Antonio Nojiri e Katsunori Wakisaka e foi publicada no livro Rashomon e outros contos pela editora Civilização Brasileira. A segunda foi feita pelas professoras da Universidade de São Paulo Junko Ota e Madalena Hashimoto Cordaro publicada em Rashômon e outros contos, em 2008 pela editora Hedra. A mais recente foi feita por Shintaro Hayashi, com o título "No Matagal", publicada em 2010 na antologia Kappa e o levante imaginário pela Estação Liberdade.

## O conto no cinema
Os seguintes filmes foram baseados na narrativa de Dentro do Bosque:
- "Rashomon" - 1950, Japão; Diretor: Akira Kurosawa; Elenco: Toshirō Mifune, Machiko Kyō, Masayuki Mori, Takashi Shimura
- "The Outrage" - 1964, E.U.A.; Diretor: Martin Ritt; Elenco: Paul Newman
- "Iron Maze" - 1991, E.U.A.; Diretor: Hiroaki Yoshida; Elenco: Jeff Fahey, Bridget Fonda, Hiroaki Murakami
- "In a Grove" - 1996, Japão; Diretor: Hisato Satō; Elenco: Shunsuke Matsuoka, Kaori Sakagami, Shigeki Hosokawa
- "Misty" - 1997, Japão; Diretor: Kenki Saegusa; Elenco: Yūki Amami, Takeshi Kaneshiro, Etsushi Toyokawa